# Ropica fuscosignata
Ropica fuscosignata är en skalbaggsart som beskrevs av Stefan von Breuning 1972. Ropica fuscosignata ingår i släktet Ropica och familjen långhorningar.
Artens utbredningsområde är Ghana. Inga underarter finns listade i Catalogue of Life.